# Max Kronert
Max Kronert (eigentlich Max Josef Florian Trübsand; * 4. Juli 1872 in Breslau; † 22. Juli 1925 in Berlin) war ein deutscher Stummfilm- und Theaterschauspieler. Er war auch als Theaterregisseur tätig.

## Leben und Wirken
Max Kronert, der im Neuen Theater-Almanach erstmalig für die Spielzeit 1896/97 als in Breslau ansässiger Schauspieler aufgeführt wird, begann seine Bühnenlaufbahn an Theatern in Norddeutschland. In der Spielzeit 1897/98 war er für humoristische Rollen und Charakterrollen am Stadttheater Wilhelmshaven engagiert. In der Spielzeit 1898/99 folgte ein Engagement als Schauspieler (im Rollenfach „Charakterkomiker“) und Regisseur am Stadttheater Lüneburg.
In der Spielzeit 1899/00 wirkte er als Schauspieler und Regisseur am Deutschen Theater seiner Geburtsstadt Breslau. 
In der Spielzeit 1901/02 war er am Stadttheater Elberfeld engagiert. Im Oktober 1901 trat er mit dem Elberfelder Ensemble am Theater Hagen auf, wo er in dem Drama Die rote Robe von Eugène Brieux den Appellrat Dupoel gab. In der Spielzeit 1902/03 gehörte er zum „Theodor Brock-Ensemble“ in Berlin. Es folgten Engagements am Stadttheater Glogau (Spielzeit 1903/04, als Charakterkomiker) und an den Vereinigten Theatern Friedeberg am Quais, Schönberg und Reichenbach in Schlesien (Spielzeit 1904/05, als Regisseur und Schauspieler). 
Von 1905 bis 1908 wirkte er für drei Spielzeiten als Regisseur und Schauspieler am Stadttheater Thorn.
In der Spielzeit 1908/09 war er als Schauspieler und Regisseur am Neuen Stadttheater in Gießen engagiert, wo er als Regisseur und Darsteller des Fabrikanten Voß mit dem Lustspiel Der Kompagnon von Adolph L’Arronge debütierte. In Gießen inszenierte er außerdem das Lustspiel Im Weißen Röß'l von Oskar Blumenthal und Gustav Kadelburg, worin er den Berliner Fabrikanten Giesecke spielte, und das Lustspiel 2 x 2 = 5 von Gustav Wied, in dem er die Rolle des Schriftstellers Abel übernahm. Außerdem trat er in Gießen als Regisseur und Titelheld in Franz Molnars Lustspiel Der Teufel hervor.
In der Spielzeit 1909/10 war er als Darsteller, Regisseur und Direktor-Stellvertreter bei der „Literarischen Gastspiel-Tournee“ in Berlin verpflichtet. In der Spielzeit 1910/11 war er als Regisseur und Schauspieler am Stadttheater Göttingen unter Vertrag.
In der Spielzeit 1911/12 folgte ein Engagement als Schauspieler (im Rollenfach des „Charakterkomikers“) und Regisseur am Neuen Theater Halle, wo er am 24. September 1911 gleich in zwei Rollen debütierte: als Theaterdirektor Striese in Der Raub der Sabinerinnen in der Nachmittagsvorstellung und als Schneider Gibson in dem Lustspiel Der Bibliothekar von Gustav von Moser in der Abendvorstellung. Außerdem trat er in Halle als Agent Barthazard in dem Lustspiel Der unbekannte Tänzer von Tristan Bernard und als Diener Senz in dem Lustspiel Der Tugendhof von Richard Skowronnek auf.
Weitere Engagements hatte er in der Spielzeit 1912/13 am Stadttheater Nürnberg, in der Spielzeit 1913/14 am Deutschen Theater in Hannover und in der Spielzeit 1914/15 an der „Schauburg“ in Hannover.
Ab der Spielzeit 1916/17 wirkte er an den Reinhardt-Bühnen in Berlin, wo er mit Rollen wie dem Totengräber in Hamlet oder dem alten Gobbo in Der Kaufmann von Venedig als „geschätzter Chargenspieler“ galt, und zuletzt am Thalia-Theater in Berlin.
Zu seinen Hauptrollen auf der Bühne gehörten u. a. der Schloßvogt Pedro in Preciosa von Pius Alexander Wolff, der Hauslehrer Jüttner in Alt-Heidelberg, Moulinet in Der Hüttenbesitzer von Georges Ohnet und Heinecke in Die Ehre von Hermann Sudermann.
Max Kronert, der von Ernst Lubitsch kurz vor und nach Kriegsende 1918 für dessen Regiearbeiten mehrfach vor die Kamera geholt wurde und in seinen verbleibenden sieben Lebensjahren intensiv gefilmt hatte, starb 1925 in seiner Wohnung in Berlin-Wilmersdorf. Kronert starb durch Selbstmord. Er hatte sich, „in der Badewanne sitzend“, erschossen.

## Filmografie
- 1918: Carmen
- 1919: Die Austernprinzessin
- 1919: Die Puppe
- 1919: Die Tochter des Mehemed
- 1919: Das Spielzeug der Zarin
- 1919: Das Millionenmädel
- 1919: Das Kloster von Sendomir
- 1919: Opfer
- 1919: Der verführte Heilige
- 1919: Zwangsliebe im Freistaat
- 1919: Komtesse Dolly
- 1919: Meine Frau, die Filmschauspielerin
- 1920: Das Grand Hotel Babylon
- 1920: Die Dame in Schwarz
- 1920: Der Golem, wie er in die Welt kam
- 1920: Der Schrecken im Hause Ardon
- 1920: Sumurun
- 1920: Gescheitert
- 1920: Satanas
- 1920/22: Louise de Lavallière – Am Liebeshof des Sonnenkönigs
- 1921: Die Ratten
- 1921: Das Rätsel der Sphinx
- 1921: Das Spiel mit dem Feuer
- 1921: Die Bergkatze
- 1921: Die Abenteurerin von Monte Carlo
- 1921: Der ewige Fluch
- 1922: Das Licht um Mitternacht
- 1922: Die weisse Wüste
- 1923: I.N.R.I.
- 1923: Alles für Geld
- 1923: Die Frau mit den Millionen
- 1924: Nju
- 1924: Ein Traum vom Glück
- 1925: Die Frau für 24 Stunden